# Afrikaanse zwarte kuifarend
De Afrikaanse zwarte kuifarend (Lophaetus occipitalis) is een roofvogel uit de familie havikachtigen (Accipitridae) die voorkomt Afrika.

## Kenmerken
De Afrikaanse zwarte kuifarend is een middelgrote arend met een lengte van 53 tot 58 cm. Het is een gemakkelijk herkenbare arend, want egaal donkerbruin en met een lange kuif op de kop die ook in rust vaak recht overeind wordt gehouden. De poten zijn grijs.
Ook in vlucht onderscheidt de vogel zich van ongeveer even grote arenden door de donkerbruine ondervleugeldekveren, strepen op de hand- en armpennen en witte polsvlekken.

## Verspreiding en leefgebied
De Afrikaanse zwarte kuifarend komt voor in een groot deel van Afrika ten zuiden van de Sahara, waarbij de droge steppen en savannegebieden gemeden worden. Deze arend heeft een voorkeur voor beboste regio's, vaak gebieden in de buurt van water of moerassen.

## Status
De Afrikaanse zwarte kuifarend heeft een enorm groot verspreidingsgebied en daardoor alleen al is de kans op de status kwetsbaar (voor uitsterven) uiterst gering. De grootte van de populatie wordt ruw geschat op enkele tienduizenden individuen. Mogelijk gaat dit aantal vooruit. Om deze redenen staat deze kuifarend als niet bedreigd op de Rode Lijst van de IUCN.